# Liste des médaillées françaises aux championnats d'Europe de gymnastique artistique
- Cet article est partiellement ou en totalité issu de l'article intitulé « Gymnastique en France » (voir la liste des auteurs).

La liste complète des médaillées françaises aux championnats d'Europe de gymnastique artistique. Seules sont indiquées les éditions durant lesquelles les gymnastes françaises ont obtenu au moins une médaille. Les premiers championnats d'Europe ouvert aux femmes furent ceux de 1957. L'épreuve du concours par équipe est apparue en 1994.
Tableau mis à jour après les championnats d'Europe de Rimini en 2024.
| Lieux (Année)           | Épreuve                                                                                 | Épreuve                     | Épreuve                                   | Épreuve             | Épreuve                                    | Épreuve                            |
| Lieux (Année)           | Concours par équipe                                                                     | Concours individuel         | Saut                                      | Barres asymétriques | Poutre                                     | Sol                                |
| ----------------------- | --------------------------------------------------------------------------------------- | --------------------------- | ----------------------------------------- | ------------------- | ------------------------------------------ | ---------------------------------- |
| Nantes (1992)           | Épreuve apparue en 1994                                                                 |                             |                                           |                     |                                            | Mélanie Legros                     |
| Paris (2000)            |                                                                                         |                             |                                           |                     |                                            | Ludivine Furnon                    |
| Debrecen (2005)         | non inclus au programme                                                                 | Marine Debauve              |                                           | Émilie Le Pennec    | Marine Debauve                             | Isabelle Severino Émilie Le Pennec |
| Clermont-Ferrand (2008) | Cassy Vericel Pauline Morel Marine Petit Laetitia Dugain Isabelle Severino              | non inclus au programme     |                                           |                     |                                            |                                    |
| Birmingham (2010)       |                                                                                         | non inclus au programme     | Youna Dufournet                           |                     |                                            |                                    |
| Montpellier (2015)      | non inclus au programme                                                                 |                             |                                           |                     | Claire Martin                              |                                    |
| Berne (2016)            | Marine Boyer Marine Brevet Loan His Oréane Lechenault Alison Lepin                      | non inclus au programme     |                                           |                     | Marine Boyer                               |                                    |
| Cluj-Napoca (2017)      | non inclus au programme                                                                 | Mélanie de Jesus dos Santos | Coline Devillard                          |                     |                                            |                                    |
| Glasgow (2018)          | Juliette Bossu Marine Boyer Lorette Charpy Mélanie de Jesus dos Santos Coline Devillard | non inclus au programme     |                                           |                     | Marine Boyer                               | Mélanie de Jesus dos Santos        |
| Szczecin (2019)         | non inclus au programme                                                                 | Mélanie de Jesus dos Santos | Coline Devillard                          |                     | Mélanie de Jesus dos Santos Lorette Charpy | Mélanie de Jesus dos Santos        |
| Bâle (2021)             | non inclus au programme                                                                 |                             |                                           |                     | Mélanie de Jesus dos Santos                |                                    |
| Munich (2022)           |                                                                                         |                             | Aline Friess                              | Lorette Charpy      | Carolann Héduit                            |                                    |
| Antalya (2023)          |                                                                                         |                             | Coline Devillard                          |                     |                                            |                                    |
| Rimini (2024)           |                                                                                         |                             | Coline Devillard Ming Gherardi Van Eijken |                     | Marine Boyer                               |                                    |

## Médaillées aux Championnats d'Europe Juniors
| Lieux (Année)    | Épreuve                                                                      | Épreuve                 | Épreuve                  | Épreuve             | Épreuve       | Épreuve         |
| Lieux (Année)    | Concours par équipe                                                          | Concours individuel     | Saut                     | Barres asymétriques | Poutre        | Sol             |
| ---------------- | ---------------------------------------------------------------------------- | ----------------------- | ------------------------ | ------------------- | ------------- | --------------- |
| Genève           |                                                                              | Élodie Lussac           |                          | Élodie Lussac       | Élodie Lussac | Élodie Lussac   |
| Stockholm        |                                                                              | Laëtitia Bégué          |                          | Isabelle Severino   | Elvire Teza   |                 |
| Birmingham       | Elvire Teza Émilie Volle Orélie Troscompt Magalie Ruffato Fanny Cottencin    |                         |                          | Elvire Teza         | Elvire Teza   |                 |
| Paris            |                                                                              |                         |                          |                     |               | Marlène Peron   |
| Patras           | Emilie Le Pennec Marine Debauve Coralie Chacon Soraya Chaouch Gaelle Richard |                         |                          |                     |               |                 |
| Clermont-Ferrand | Youna Dufournet Marine Brevet Marie Gaffino Chloé Stanic Léa Kemayou         |                         | Youna Dufournet          | Youna Dufournet     |               | Youna Dufournet |
| Berne            |                                                                              |                         |                          | Lorette Charpy      |               |                 |
| Glasgow          |                                                                              |                         |                          | Carolann Héduit     |               |                 |
| Munich           |                                                                              |                         | Ming Gherardi Van Eijken |                     |               |                 |
| Rimini           | Elena Colas Maiana Prat Perla Dénechère Lola Chassat Noélie Ayuso            | Elena Colas Maiana Prat |                          |                     |               |                 |